# Alejandro de Antioquía

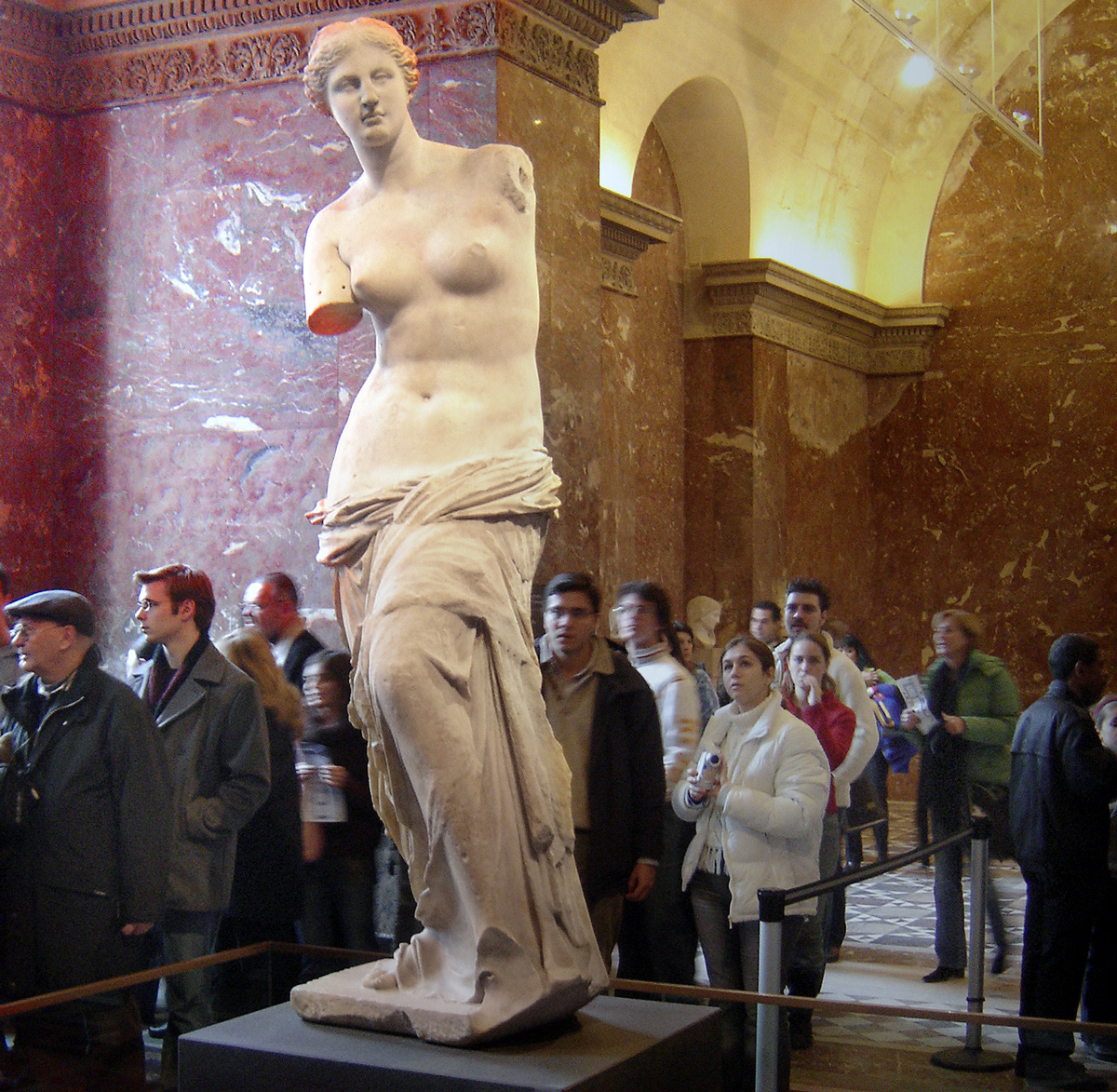
La Venus de Milo.

Alejandro de Antioquía fue un escultor helenístico. Se le considera el autor de la Venus de Milo, anteriormente atribuida a Praxiteles. Hasta ca. 1820 la escultura poseía un plinto que incluía una inscripción que mencionaba a Ἀλέξανδρος (Aléxandros) como autor, elemento que fue retirado por motivos oscuros y se ha dado por "perdido", sobrevivendo apenas en una descripción y en dibujos de la época de su descubrimiento, que han permitido realizar la atribución actual.
Parece ser que Alejandro fue un artista itinerante que trabajaba por encargo. Su nombre consta en diversas inscripciones antiguas, como una en que se le cita como vencedor de un concurso de composición musical y canto, encontrada en la ciudad de Tespia, junto al Monte Helicón, datable ca. 80 a. C. También parece haber sido autor de una estatua de Alejandro Magno, hoy en el Louvre, encontrada en Delos.